# Hilding Ekman
Hilding Viktor „Kanaken” Ekman (ur. 10 stycznia 1893 w Sztokholmie, zm. 7 marca 1966 w Uppsali) – szwedzki lekkoatleta (długodystansowiec), medalista olimpijski z 1920.
Na igrzyskach olimpijskich w 1920 w Antwerpii zajął 11. miejsce w biegu przełajowym, zaś reprezentacja Szwecji zdobyła brązowy medal drużynowo w tej konkurencji (reprezentacje zostały sklasyfikowane według sumy miejsc trzech najlepszych zawodników). Obok Ekmana punkty w drużynie szwedzkiej zdobyli również Eric Backman (2. miejsce) i Gustaf Mattsson (10. miejsce).